# Euxton
Euxton är en ort och civil parish i Storbritannien.   Den ligger i grevskapet Lancashire och riksdelen England, i den centrala delen av landet, 290 km nordväst om huvudstaden London. Euxton ligger 52 meter över havet och antalet invånare är 7 863.
Terrängen runt Euxton är huvudsakligen platt, men österut är den kuperad. Terrängen runt Euxton sluttar västerut. Runt Euxton är det tätbefolkat, med 493 invånare per kvadratkilometer. Närmaste större samhälle är Preston, 10,5 km norr om Euxton. Trakten runt Euxton består i huvudsak av gräsmarker.